# Vertigo (альбом Джона 5)
Vertigo (рус. Головокружение) — дебютный сольный альбом американского гитариста John 5, выпущенный 31 августа 2004 года на лейбле Shrapnel Records. Продюсером альбома выступил Кевин Савигар, но также им частично занимался Билли Шервуд, который также принял участие в записи альбома исполняя партии на бас-гитаре. Также в записи альбома участвовали и другие исполнители, такие как: Джей Шеллен (барабаны), Кевин Савигар (клавишные, музыкальное программирование, звукорежиссёр, продюсер), Боб «Бурбон» Бартелл (бас-гитара) и Грэм Уорд (барабаны).

## Список композиций
Автор всех композиций John 5 и Кевин Савигар, за исключением некоторых.
| №   | Название                                    | Музыка                                 | Длительность |
| --- | ------------------------------------------- | -------------------------------------- | ------------ |
| 1.  | «Needles CA»                                | John 5                                 | 3:22         |
| 2.  | «Feisty Cadavers»                           |                                        | 4:12         |
| 3.  | «Pulling Strings»                           |                                        | 3:45         |
| 4.  | «Sugar Foot Rag»                            | Хэнк Гарланд, Вон Хортон               | 3:04         |
| 5.  | «Dead Man's Dream»                          |                                        | 3:29         |
| 6.  | «Sweet Georgia Brown» (кавер на Бена Берни) | Бен Берни, Кеннет Кейси, Масео Пинкард | 2:43         |
| 7.  | «Flatlines, Thin Lines»                     |                                        | 3:35         |
| 8.  | «Liberty» (аранжировка John 5)              |                                        | 2:23         |
| 9.  | «Vertigo»                                   |                                        | 3:47         |
| 10. | «18969 Ventura Blvd»                        |                                        | 2:37         |
| 11. | «Zugg Island Convict»                       | John 5, Тейлор Джеймс, Кевин Савигар   | 3:21         |
| 12. | «Salt Creek» (аранжировка John 5)           |                                        | 2:51         |
| 13. | «Goodnight»                                 | John 5                                 | 3:14         |

## Участники записи
- John 5 — гитара, банджо, бас-гитара, наколенная слайд-гитара, мандолина, аранжировка, арт-дизайнер
- Боб «Бурбон» Бартелл — бас-гитара
- Джей Шеллен — барабаны
- Грэм Уорд — барабаны
- Кевин Савигар — продюсер, звукорежиссёр, клавишные, музыкальное программирование
- Билли Шервуд — бас-гитара, звукорежиссёр, гитара, наколенная слайд-гитара, микширование, сопродюсер, музыкальное программирование
- Боб Марлетт — микширование
- Тим Геннерт — мастеринг
- Крис Джастис — звукорежиссёр